# Complexwaardige functie

De formule van Euler werkt met een complexwaardige functie van een reële variabele φ.

In de analyse, een deelgebied van de wiskunde, is een complexwaardige functie (soms aangeduid als een  complexe functie) een functie waarvan de waarden complexe getallen zijn. Een complexwaardige functie is in andere woorden een functie die een complex getal toewijst aan elk lid van haar domein. Dit domein hoeft niet noodzakelijkerwijs een structuur te hebben die gerelateerd is aan complexe getallen. 